# Спасо-Преображенская церковь (Карповка)
 Спасо-Преображенская (Карповская) церковь — православная церковь в Ленинском районе Нижнего Новгорода.

## История

### Строительство
В первые годы начала XIX века в селе Карповка произошло несколько пожаров. Огнём были уничтожены и деревянные Спасо-Преображенская и Никольская церкви. Прихожане хотели сразу же срубить новый деревянный храм и обратились за разрешением в духовную консисторию, но Нижегородский епископ Моисей (1811—1825) предложил им выстроить более величественный и пожаростойкий кирпичный храм, тем более что правительственным предписанием от 6 февраля 1801 года требовалось, что если деревянная церковь где сгорит, вновь деревянную не строить.

### Карповская церковь в первой половине XIX века
Строительство церкви завершилось к 1817 году, и тогда же её торжественно освятил епископ Моисей в честь Преображения Господня.
Карповская церковь стала поистине духовным центром обширной округи, так как в то время относилась ко второму Благочинническому округу Балахнинского уезда Нижегородской епархии. В 1838 году при храме открыли приходскую школу, где обучение местных детей вели два наставника: учили грамоте и арифметическому счёту, священной истории и Закону Божию.
Численность населения прихода возрастала. В престольные праздники храм, несмотря на внушительные размеры, уже не мог вместить всех желающих, поэтому в 1861 году над трапезной было решено возвести второй этаж, куда и перенести приделы. Дополнительные приделы позволили бы совершать богослужение дважды и трижды в день и принимать больше прихожан.
Разработка проекта кардинальной перестройки храма в Карповке была поручена архитектору Роберту Яковлевичу Килевейну (1825—1895). Килевейн изучал деревянное народное зодчество, особенно его интересовала глухая резьба. Под влиянием своего увлечения он привнёс в проект перестройки храма элементы деревянного народного зодчества.
2 июня 1868 года проект Килевейна был утверждён Строительным отделением губернского правления. Планировалось сохранить однокупольное завершение молельного зала и лишь надстроить над сводами трапезной второй этаж в высоту кровли главного четверика.
Но в процессе строительства первоначальный проект претерпел значительные изменения. Над сомкнутым сводом молельного зала вместо одного купола возвели пять. Купола покрыли железом, окрашенным зелёной масляной краской. Окна второго этажа трапезной получили рельефные наличники с треугольными фронтончиками, поднимающимися над карнизом кровли. Снаружи храм был отштукатурен, декоративные элементы выбелены.

### Карповская церковь в XX веке
В начале XX века были заново расписаны интерьеры храма — по рисункам М. В. Нестерова и В. М. Васнецова.
После Октябрьской революции 1917 года Карповская церковь оставалось одной из немногих незакрытых церквей Нижнего Новгорода. Церковь действовала до 1941 года, когда её закрыли за неуплату налога райфинотделу города. К этому времени на территории города не оставалось ни одного действующего храма.
Во время Великой Отечественной войны советская власть постепенно стала смягчать свою позицию по отношению к Церкви. Отдельные случаи открытия храмов имели место в разных регионах страны уже в первые два года войны. 14 апреля 1943 года Горисполком передал церковь в Карповке церковной общине. Был назначен священник и отслужены три службы: 11, 12 и 13 июня. Но в ночь с 13 на 14 июня произошёл налёт вражеской авиации. Погибли пять человек из общины, пострадало здание церкви.
19 июля 1944 года, после капитального ремонта, Карповская церковь была вновь открыта. В приходе церкви числилось 2 тысячи прихожан.
В 1948 году настоятелем был назначен Ветошкин, который начал свою деятельность с ремонта зданий, восстановления живописи и возрождения церковного хора. Здание церкви было покрашено, крыша отремонтирована, в подвальном помещении устроена котельная и квартира для сторожей. Площадь вокруг церкви была заасфальтирована, приобретена машина «Победа» для выезда на требы. Кроме реставрации живописи велась работа по позолоте иконостаса.
3 мая 1951 года на Пасхальное богослужение в храм пришло около 20 тысяч верующих. В возрасте от 30 до 50 лет — 60 %, от 20 до 30 — 25 %, старше 50 лет — 15 %, детей школьного возраста — около 300 человек.

## Архитектурные особенности

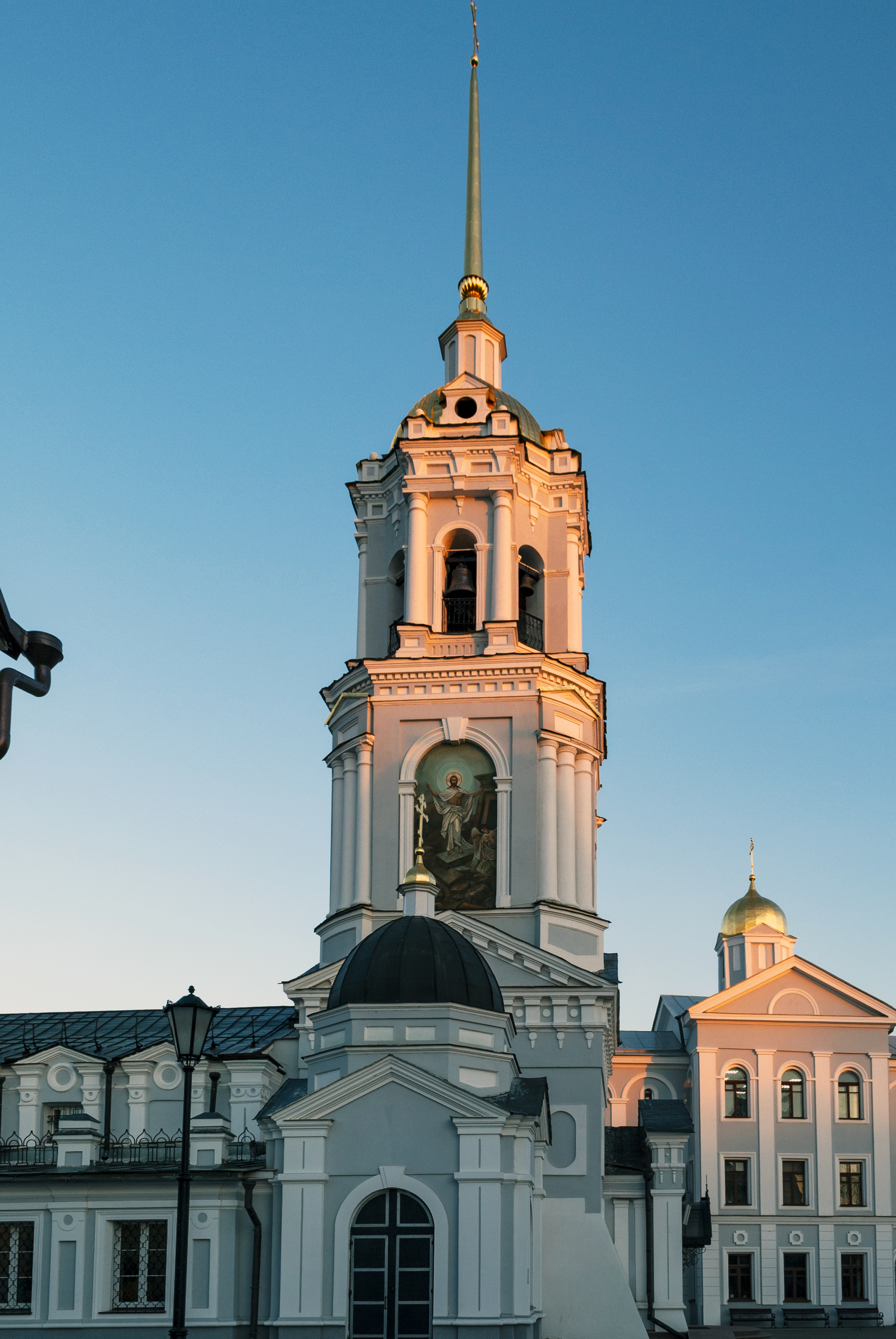
Колокольня Карповской церкви

Прихожане стали собирать деньги и постепенно готовить кирпич, белый камень, известь для строительства будущего храма. С просьбой о разработке планов-фасадов обратились к губернскому архитектору Ивану Ивановичу Межецкому. Иван Иванович фасады церкви спроектировал в формах классицизма: молельный зал открывался во внутрь в высокий световой барабан с небольшой фигурной главкой, увенчанной золочёным кованым крестом.
Северный и южный входы в храм украшали по четыре пилястры, увенчанные треугольными фронтонами. Стены разбивались горизонтальными бороздками дождчатого руста. Окна храма получили рельефные обрамления, а фасады декоративные ниши в виде овалов, вписанных в прямоугольники.
Изначальный облик до нашего времени сохранила лишь колокольня. Она представляет собой суживающуюся кверху композицию из четверика и двух восьмериков. Вход в колокольню украшает декоративная килевидная арка. Первый ярус колокольни завершает треугольный фронтон. Карниз отмечен резным декоративным поясом, а тимпан — аркой приподнятого типа.
Боковые части второго яруса оформлены группами из трёх приставных колонн, которые увенчаны фронтонами. База и капитель выполнены в тосканском стиле. Центральные части второго яруса украшены арками приподнятого типа с импостами и замковым камнем. Проёмы арок закрыты фресками с изображениями Святой Троицы, Преображения и Вознесения Господня.
Третий ярус колокольни прорезан восемью арками приподнятого типа. Купол увенчан стройным шпилем, напоминающим завершение самых крупных монументальных сооружений Петербурга эпохи Петра Великого — Адмиралтейства и Петропавловского собора.
Карповской церкви, как и всем зданиям, построенным И. И. Межецким, была присуща простота и строгость форм, сдержанность в применении декоративных элементов и деталей. В Карповской церкви Межецкому удалось воплотить лучшие традиции русской архитектуры.

## Духовенство
- Настоятель храма — иерей Петр Рус
- Иерей Андрей Наговицын
- Иерей Александр Вождаев
- Диакон Константин Терехов[4]